# Miguel Alcubierre
 (juin 2022).
Si vous disposez d'ouvrages ou d'articles de référence ou si vous connaissez des sites web de qualité traitant du thème abordé ici, merci de compléter l'article en donnant les références utiles à sa vérifiabilité et en les liant à la section « Notes et références ».
Miguel Alcubierre, né en 1964 à Mexico, est un physicien théoricien mexicain.
Il est surtout connu pour sa métrique d'Alcubierre, un moyen théorique de déplacement supraluminique qui ne violerait pas le principe physique selon lequel rien ne peut se déplacer plus vite que la vitesse de la lumière dans le vide.

## Biographie
Né à Mexico, il part au pays de Galles en 1990 pour étudier à l'université du pays de Galles, à Cardiff. Il reçoit son doctorat en 1994.
Il quitte le pays de Galles en 1996 et travaille un certain temps à l'Institut Max-Planck de physique gravitationnelle à Potsdam en Allemagne, où il développe de nouvelles techniques numériques pour décrire la physique des trous noirs.
À partir de 2002 il travaille à l'institut nucléaire des sciences de l'Université nationale autonome du Mexique (UNAM), où il conduit la recherche dans la relativité numérique, le travail d'utilisation des ordinateurs pour formuler et résoudre les équations physiques préalablement proposées par Albert Einstein.